# Тойворово
Тойворово (рос. Тойворово) — присілок у Гатчинському районі Ленінградської області Російської Федерації.
Населення становить 886 осіб. Належить до муніципального утворення Сяськелевське сільське поселення.

## Географія
Населений пункт розташований на південній околиці міста Санкт-Петербурга.

## Історія
Згідно із законом від 16 грудня 2004 року № 113—оз належить до муніципального утворення Сяськелевське сільське поселення.

## Населення
| 1838 | 1848 | 1862 | 1997 | 2006 | 2007 | 2010 |
| ---- | ---- | ---- | ---- | ---- | ---- | ---- |
| 21   | ↘18  | ↘12  | ↗792 | ↘756 | ↗765 | ↘727 |
| 2012 | 2013 | 2017 |      |      |      |      |
| ↗894 | ↗895 | ↘886 |      |      |      |      |